# Mike Robertson
Mike Robertson (Edmonton, 26 de febrero de 1985) es un deportista canadiense que compitió en snowboard, especialista en la prueba de campo a través.
Participó en los Juegos Olímpicos de Vancouver 2010, obteniendo la medalla de plata en la prueba de campo a través.

## Medallero internacional
| Juegos Olímpicos | Juegos Olímpicos   | Juegos Olímpicos | Juegos Olímpicos |
| Año              | Lugar              | Medalla          | Competición      |
| ---------------- | ------------------ | ---------------- | ---------------- |
| 2010             | Vancouver (Canadá) | Medalla de plata | Campo a través   |